# Starke man
Starke man är en svensk TV-serie från 2010 av Wiktor Ericsson och Anders Jansson med Anders Jansson, Magnus Mark, Anna Blomberg m.fl.
Serien togs fram genom SVT:s satsning Komedikväll, där pilotavsnitt av tre komediserier visades 1 februari 2010, varefter tv-publiken fick rösta fram det bidrag man gillade bäst. Starke man vann omröstningen före Sandras comeback och Min syster och jag. Inspelningen gjordes bland annat i Kävlinge. Sändningsstart skedde 26 september 2010. Säsong två sändes hösten 2011. Serien kretsar kring kommunalrådet Lars-Göran Bengtsson i Skånes näst tråkigaste kommun, fiktiva Svinarp.

## Handling
Svinarp har, av lokalpressen, blivit utsedd till Skånes näst tråkigaste kommun. Det tafatta kommunalrådet Lars-Göran Bengtsson, planerar därför att förbättra Svinarps rykte genom att göra sig av med samhällets mindre önskade klientel.

## Rollista
Huvudfigurer
- Anders Jansson – Lars-Göran Bengtsson, kommunalråd
- Claudia Galli – Jonna Wetterström, kommunsekreterare
- Anna Blomberg – Gunvor Haldén, kanslichef
- Magnus Mark – Matts Johansson, kommundirektör

Säsong 1
- Anna Persson – Lottie Landström, oppositionsråd
- Towe Wiréen – Gunilla Bengtsson, Lars-Görans fru
- Lars Väringer – Stefan Rinnestig, kommunalråd i Borup
- Michael Petersson – Johnny Svensson, lokalreporter
- David Thorén – Johan Bengtsson, Lars-Görans son
- Rasmus Troedsson – Krister, vaktmästare
- Martin Westerdahl – Ertebøllemannen
- Maria Barlöv – Kommunministern
- Esther Olsson – PRO-ordförande

Säsong 2
- Siw Erixon – Magdalena Stark, oppositionsråd
- Josefina Johansson – Karin Johansson, Matts fru
- Kristoffer Appelquist – Junior
- Vera Tosovic – Fatima
- Mattias Linderoth – Svanelid, oppositionsråd
- Jenny Lampa – Emily
- Michael Petersson – Johnny Svensson, lokalreporter

## Avsnitt

### Pilotavsnitt
Pilot, 1 februari 2010

### Säsong 1
Avsnitt 1 – Offentligt byte, 26 september 2010 (ca 1 340 000 tittare)
Lars-Göran och Matts blir invalda i den förnäma Hubertus-orden, just när kommunen upphandlar om ett nytt badhus. Gunvor Halldén introducerar Jonna Wetterström, den nya kommunsekreteraren, i rutinerna.
Avsnitt 2 – Vänorten, 3 oktober 2010 (ca 1 135 000 tittare)
Lars-Göran behöver imponera på delegaterna från den italienska staden Ozzano, en potentiell vänort. Samtidigt hotar en bitter parkeringsvakt att avslöja spritsmuggling i kommunens garage.
Avsnitt 3 – Mediakarusellen, 10 oktober 2010 (ca 1 050 000 tittare)
Lars-Göran blir smygfilmad under ett studiebesök hos några funktionsnedsatta och när mediadrevet går igång vill Jonna få honom att göra en pudel. Gunvor försöker sluta röka – igen.
Avsnitt 4 – Samma gamla Krister, 17 oktober 2010 (ca 1 035 000 tittare)
Ett överraskande mail från vaktmästaren Krister sätter igång tankarna hos Lars-Göran. Jonna hjälper Gunvor att arrangera en temafest.
Avsnitt 5 – Attraktiv arbetsplats Svinarp, 24 oktober 2010 (ca 1 065 000 tittare)
Lars-Göran försöker sälja fastigheter till en fritänkande dansk. Gunvors teatergrupp sätter upp Dödsdansen och Jonna avvärjer en riktad porrattack.
Avsnitt 6 – Svinarp Vision 2038, 31 oktober 2010 (ca 1 035 000 tittare)
Lars-Göran vill få igenom sin översiktsplan, och erbjuds samarbete från extremhögern.  Matts funderar på nytt jobb i Malmö. Gunvor och Jonna ordnar med en avtackning.
Avsnitt 7 – Resurspoolen, 7 november 2010 (ca 1 080 000 tittare)
Lars-Göran tar hjälp av kommunens resurspool för att döda mördarsniglar. Gunilla erbjuds jobb i Bryssel och det är Hälsans Dag på kommunhuset.
Avsnitt 8 – Teambuildning, 14 november 2010 (ca 1 050 000 tittare)
Lars Göran, Gunvor, Matts och Jonna åker på teambuilding i Göteborg, för att komma närmare varandra. Gunvor flirtar med kvalitetschefen Henrik och Jonna med den unge moderaten Felix.
Avsnitt 9 – Hotbilden, 21 november 2010 (ca 1 000 000 tittare)
Lars Göran får hotbrev mitt under förberedelserna inför 1 maj. Jonna försöker få ihop en informationsfilm om Gröna Svinarp. En struts rymmer från Lunnebo.
Avsnitt 10 – Stjärnorna på Slottet, 28 november 2010 (ca 965 000 tittare)
Lars-Göran, Jonna och Matts åker på seminariehelg till Borup för att imponera på infrastrukturminister Åke Mosseson. Gunvor ska på semester till Mallorca och får en ny vän.
Avsnitt 11 – Svinarp Sjöstad, 5 december 2010 (ca 1 120 000 tittare)
Lars-Göran vill bygga nya, exklusiva lägenheter för att locka till sig en bättre befolkning. Matts fru Karin driver skolstrejk på Stehagsskolan. Samtidigt försöker en representant för den lokala amatörarkeologiska föreningen, "ertebøllemannen", att få tag på Lars-Göran.
Avsnitt 12 – Öppet hus, 12 december 2010
För att bli populär och mer personlig, bjuder Lars-Göran hem alla Svinarps invånare på grillkväll. En holländsk familj kommer för att prov-bo i kommunen.
Avsnitt 13 – De sista 100 timmarna, 19 december 2010
Det är val. Opinionssiffrorna talar emot Lars-Göran, som knackar dörr för att värva väljare, då gör han en oväntad upptäckt. Kommer LG fortsätta som Svinarps Starke Man?

### Säsong 2
Avsnitt 1 – Vilden i Svinarp, 25 september 2011
Lars-Göran Bengtsson är tillbaka med nya visioner för kommunen Svinarp. I fullmäktige vill han driva igenom ett pariserhjul men får då en politisk vilde på halsen. När Jonna hittar ett par kalsonger i diskmaskinen undrar vännerna om Lars-Göran riktigt hittat tillbaka efter skilsmässan.
Avsnitt 2 – Bananrepubliken Svinarp, 2 oktober 2011
Lars-Göran Bengtsson är angelägen om att visa upp en välfungerande svensk kommun när en delegation från Namibia besöker Svinarp. Hans fördomar och härskarteknik får ganska snart besökarna att se med oro på den svenska modellen. När det sedan visar sig att han godkänt en spökutdrivning på pensionärshemmet Vitsippan är det svårt att hålla uppe fasaden.
Avsnitt 3 – Synden i Svinarp, 9 oktober 2011
Skilsmässan har ställt Lars-Göran inför att vara 50+ och singel. Han känner sig åter ung och attraktiv när han möter den passionerade Carmen. Samtidigt påminns han om livets förgänglighet när veterankedjan knackar på dörren och nedläggningen av Lunnebo kyrka kommer upp på dagordningen.
Avsnitt 4 – Stjärnkvällen, 16 oktober 2011
Lars-Göran hamnar på en bilfärja i säng med en spännande kvinna. Årets nyföretagare skall premieras vid årets "stjärnkväll" men Gunvor duger tydligen inte längre som konferencier. Matts och Lars-Göran ropar in en dinosaurie på en auktionsajt i ett led att påverka motståndarpartiernas process att välja ett nytt oppositionsråd.
Avsnitt 5 – Braindrain, 23 oktober 2011
Vilken framtid går Svinarp till mötes när de unga flyr och aldrig flyttar tillbaka? Oppositionsrådet Magdalena anklagar Lars-Göran för att gynna sig själv när han sitter som ordförande i Svinarps samtliga nämnder. Matts hamnar i lojalitetskonflikt när han sätts att enmansutreda frågan.
Avsnitt 6 – Det gamla kommunalrådet, 30 oktober 2011
Kommunens hedersmedalj skall delas ut till en gammal kommunordförande tillika Lars-Görans far. När Svinarps största arbetsgivare står inför hot om nedläggning sammanfaller det med invigningen av en dyr toppmodern offentlig toalett.
Avsnitt 7 – Svinarp MC, 6 november 2011
En motorcykel och ett par knarrande läderbyxor avslöjar Matts medelålderskris. Lars-Göran blir orolig att hans "deal" med Svinarp MC spårat ur när bokbussen brinner upp.
Avsnitt 8 – Svinarp AB, 13 november 2011
Lars-Göran lägger om till ett helikopterperspektiv och Gunvor betraktas som en propp i arbetsflödet när effektiviseringskonsulten Danne skall maximera organisationen på kommunhuset. En propp i avloppet spelar en viktig roll i upplösningen.
Avsnitt 9 – Brussel RegioStars Awards, 20 november 2011
Ekologiska begravningar för Lars-Göran och hans kollegor till Bryssel för att delta i en EU-tävling. Budskapet skall understrykas med Jonna och Gunvor utklädda till grisar. Lars-Göran har segervittring tills det att ärkefiende Rinnestig dyker upp.
Avsnitt 10 – What happens i Brussels .., 27 november 2011
Lars-Göran ser hur ärkefienden Rinnestig smörar för tävlingsjuryns representanter. Endast representation på kommunens bankkort kan nu lösa situationen. Jonna lyckas rädda Sveriges EU-kommissionär från att gå i kollision med den bulgariska ostlobbyn.
Avsnitt 11 – Tjolahoppdagarna, 4 december 2011
Lars-Göran vet precis som de gamla romarna, vad folket vill ha: Bröd (langos) och skådespel (säckhoppning). Pengar öronmärkta till nykterhetsfrämjande kommer väl till pass när en stor faktura från en bajamajaleverantör dimper ner.
Avsnitt 12 – Nya koalitioner, 11 december 2011
"Jag får väl ligga med vem jag vill", menar Lars Göran. De andra är inte lika säkra på att det var strategiskt rätt att än en gång gå i säng med oppositionen. Jonna blir lite väl indragen i samförståndsandan.
Avsnitt 13 – Svinarp i nöd och lust, 18 december 2011
Lars-Görans dagar ser ut att vara räknade. I desperation väljer han att lyfta fram HBT-frågorna, men råkar blanda ihop dem med arbetsmiljöfrågorna. Gunvor planerar för bröllop med vår starke man som vigselförrättare.